# Luís Miguel (football, 1972)
Pour le chanteur mexicain, voir Luis Miguel.
Pour les articles homonymes, voir Miguel et Martins.
Luís Miguel, de son nom complet Luís Miguel Fontes Martins, est un footballeur portugais né le 24 septembre 1972 à Santa Maria da Feira. Il évoluait au poste de milieu.

## Biographie
Il fait partie des champions du monde des moins de 20 ans en 1991.

## Carrière
- 1990-1992 :  Gil Vicente FC
- → 1990-1991 :  Rio Ave FC (prêté par Gil Vicente)
- 1992-1993 :  CF União de Lamas
- 1993-1994 :  FC Felgueiras
- 1994-1998 :  CF União de Lamas
- 1998-1999 :  Atlético Cucujães
- 1999 :  CF União de Lamas
- 2000-2002 :  Atlético Cucujães
- 2003-2004 :  Ginásio Tavira[1]

## Palmarès

### En sélection
- Vainqueur de la Coupe du monde des moins de 20 ans en 1991